# Port Sunlight
Port Sunlight – wieś w Anglii, w hrabstwie ceremonialnym Merseyside, w dystrykcie metropolitalnym Wirral. Leży 6 km na południe od centrum Liverpool i 283 km na północny zachód od Londynu. W 2001 miejscowość liczyła 1450 mieszkańców.